# Hangváltozás
A nyelvészetben a hangváltozás vagy hangtani változás terminusnak van egy tágabb és egy szűkebb értelmezése. Tágabb értelemben beszédhang vagy hangok csoportjának akármilyen módosulását jelenti, valamint szó vagy két egymást követő szó akármilyen olyan módosulását, amelyet hang vagy hangcsoport módosulása, kiesése vagy megjelenése okoz.
Szűkebb értelemben hangváltozásról csak mint nyelvtörténeti jelenségről szoktak beszélni, a hangeltolódás terminust is használva. Hangváltozás történhetett a nyelvtörténet egy bizonyos időszakában, azután pedig már nem, de egyes hangváltozások morfofonológiai szinten következtek be, és a jelenlegi nyelvben is megnyilvánulnak tőhangváltások alkalmával.
Rendszeresen előforduló hangváltozások esetében hagyományosan hangtörvényekről szoktak beszélni, de ezt a terminust egyes mai nyelvészek kerülik, megállapítva, hogy ezeknek a hangváltozásoknak elég kivételei vannak ahhoz, hogy indokolt legyen a törvény elnevezés mellőzése az általa sugallt teljeskörűség fogalma miatt.
Mivel a nyelv állandóan fejlődik, hangváltozások is folyamatosan történnek. Úgy a nyelv történetében, mint a jelenlegi állapotában a hangváltozások eleinte egyéniek. Legalábbis egyeseket idővel elfogadja a nyelvközösség, szentesíti a közhasználat és végül magába foglalja a sztenderd nyelvváltozat, ha a nyelvnek már van ilyen változata. A nyelvben együtt élhetnek szóváltozatok, az egyik bizonyos hangváltozással, a másik anélkül. Ilyen változatok meglehetnek ugyanabban a nyelvváltozatban vagy különbözőkben, például az egyik a sztenderdben, a másik egy területi változatban, vagy az egyik valamelyik sztenderd vagy nem sztenderd nyelvi regiszterben, a másik egy másik regiszterben. Vannak szigorúan egyéni hangváltozások is, például azok, amelyeket gyerekek produkálnak miközben beszélni tanulnak.
Egyes hangváltozások elnevezését a nyelvészet a retorikából vette át, amelyben a retorikai és stilisztikai alakzatok között a hangalakzatok kategóriájához tartoznak. Ezeket írók és költők hansználják stilisztikai célból, vagy a verselés szabályai teszik őket szükségesekké.

## A hangváltozások osztályozása
A hangváltozásokat több szempontból lehet osztályozni.

### Nem kombinatorikus és kombinatorikus hangváltozások
A nem kombinatorikus hangváltozás spontán, csak a beszédhang jellegétől függ, fonetikai kontextusától független. Ilyen például a /h/ fonéma eltűnése az összes újlatin nyelvek által örökölt latin szóban, akkor is, ha egyesekben szó elején megvan írásban, a helyesírásukban érvényesülő hagyományörzés elve révén, pl. latin prehendere, homo > francia prendre, homme [ɔm]; román prinde, om. Egy másik példa a latin nyílt e [ɛ] kettőshangzóvá [je] válása a román nyelv által örökölt szavakban: ferrum > fier ’vas’, pectus > piept ’mell’.
Kombinatorikus hangváltozást szomszédos hangok okoznak. Például a románban a hangsúlyos [e] az [ə] magánhangzót tartalmazó szótag előtt kettőshangzóvá válik, és a két szegmens nem, szám és eset szerint váltakozik, pl. negru (hímnem) – neagră (nőnem) ’fekete’.

### Fonetikai változások és fonológiai változások
Bár hagyományosan csak fonetikai változásokról szoktak beszélni, mégis kétféle változás van aszerint, hogy megváltoztatják-e vagy sem a nyelv fonémáinak rendszerét. Egyes változások csak fonémák kiejtését érintik, de nem hatnak a fonológiai rendszerre. Ilyen például az óangol nyelv hosszú magánhangzóinak kettőshangzóvá válása a modern angolban, mint a stan [staːn] > stone [stəʊn] ’kő’ szóban.
Ellenben fonéma eltűnése fonológiai változás. Például az ófrancia nyelvben megvoltak a /ts/ és a /dz/ zár-réshangok, amelyek az /s/, illetve a /z/ réshangokká váltak. Ezzel minimális párok tűntek el, és tagjaik homonimák lettek, akkor is, ha az írás megkülönbözteti őket, pl. cire ’viasz’ és sire (a királyok megszólítása), mindkettő ejtése [siːr].

### A hangok erősségi foka tendenciájának szerinti változások
Ebből a szempontból a hangváltozásokat két nagy csoportra lehet osztani.
Egyes változások eredménye a hang gyengülése, ami eltűnéséhez is vezethet. A gyengülés mindig a meglévő és észlelhető különbségek csökkenésének irányába megy. Olyan helyen következik be, ahol a különbségek egyébként is kevésbé észlelhetők, és így kevésbé informatívak is a jelentést illetően, többek között hangsúlytalan szótagban. Például az angolban a legtöbb hangsúlytalan szótagban megszűntek a franciából átvett szavakban meglévő, az /ɛ/ és az /a/ közötti különbségek, mindkettőből /ə/ lett: francia performe [pɛʁˈfɔʁm] ’végrehajt’ > angol perform [pəˈfɔːm], fr. parade [paˈʁad] ’parádé’ > ang. parade [pəˈreɪd].
Beszédhang eltűnésének példája a magyar nyelvben a szóvégi rövid magánhangzóké, mivel ezek mind hangsúlytalanok voltak, pl. utu > út. Hasonló eset a legtöbb fonetikai kontextusban a szóvégi latin /a/ magánhangzóé a francia által örökölt szavakban, pl. porta > porte [pɔʁt] ’ajtó’.
Gyengülési jelenség beszédhangok összeolvadása is. Egyik fajtája kettőshangzó egyetlen magánhangzóba való fejlődése, amint az a latin au [aw]-val történt a franciában, amelyben [o] lett, pl. aurum > or ’arany’.
Olykor viszonylag hosszú szószegmens olvadt össze, pl. lat. vitellus > fr. veau [vo] ’borjú’.
Hangok erősödése olyan helyeken történik, ahol a különbségek amúgy is viszonylag jól észlelhetők (hangsúlyos szótagban, szótag elején stb.), és a mégjobb észlelhetőség irányába megy. Például a latinban és egyes újlatin nyelvekben a hangsúlyos szótagokban a a rövid magánhangzók megnyúltak (pl. lat. amo > olasz amo [aːmo] ’szeretek’) vagy kettőshangzóvá váltak: lat. schola ’iskola’ > olasz scuola, spanyol escuela; lat. mola > román moară.

### Hangváltozások motivációjuk szerint

#### Fonetikai motiváció
A beszélő általában arra törekszik, hogy minél kisebb erőkifejtéssel ejtse ki a hangokat.
Ennek egyik módja a szegmensek leegyszerűsítése, például a nazális magánhangzók orálissá alakítása azzal, hogy az artikuláció egyik összetevője elvész. Ez az összetevő a lágy szájpadlás lefelé való mozgása, ami által a levegő az orrüregen át is távozik. Ha ez nem történik meg, a levegő csak a szájüregen át áramlik, minek következtében a magánhangzók orálissá válnak. Ez a változás rendszeresen ment végbe például több szláv nyelvben. Az ószláv nyelvben még voltak nazális magánhangzók, de például a szlovén nyelvben már nem. E változás példái *językъ > jęzik > jezik ’nyelv’ és *rǫka > roka kéz.
Egy másik útja az artikulációs erőfeszítés csökkentésének a hangok sorozatának egyszerűsítése. Ez többek között hasonulással jön létre, azaz egy hang átveszi szomszédos vagy közeli hang egy vagy több vonását. Például szóvégi hang és a következő szó első hangja között történik, és ezzel a könnyítéssel gördülékenyebb lesz a beszédfolyam, mint amikor például az angol ten mice ’tíz egér’ szókapcsolatot egyetlen szóként [ˈtemmaɪs]-nak ejtik ki. A sorozatok egyszerűsítésének egy másik módja a szótagszerkezetre vonatkozik, például magánhangzó betoldásával szókezdeti mássalhangzó-csoport elé, pl. ószláv dvor > magyar udvar. Beszédhang gyengülése és végül lekopása is eredményezheti ezt, pl. óangol nama > középangol name [nεmə] > modern angol name [neɪm].

#### Analógiai motiváció
Hangváltozást analógia is motiválhatja, mert megkönnyíti szavak elsajátítását. Kölcsönhatással nyilvánul meg fogalmilag összetartozó szavak között. Például a románban a jövevény octombrie ’október’ szóban található nem etimologikus m azzal magyarázható, hogy ugyanaz a mássalhangzó van meg egyéb hónapok nevében is: septembrie, noiembrie, decembrie.

#### Nyelven kívüli motiváció
A hangváltozásokat társadalmi és lélektani tényezők is motiválhatják, mint amilyen a beszélő azon törekvése, hogy minél szélesebb legyen számára a kommunikáció köre, hogy alkalmazkodjon bizonyos társadalmi csoportokhoz stb. Magáévá teszi például nagyobb presztízzsel rendelkező nyelvváltozatok jellegzetességeit, mint amikor egyes amerikaiak a tomato ’paradicsom’ szót nem az amerikai sztenderd szerint ejtik [təˈmeɪtoʊ]-ként, hanem egy vélt brit sztenderd szerint [toˈmaːtoː]-nak, miközben a helyes brit angol kiejtés [təˈmɑːtəʊ].

## Történeti hangváltozások
A 19. század első felében a dán Rasmus Rask és a német Jacob Grimm tudósok megállapították, hogy egyes hangváltozások rendszeresen történtek. Az ilyen, a nyelvtörténet során végbement hangváltozást hangeltolódásnak szokták nevezni. Rask és Grimm észrevételét később az ún. újgrammatikusok iskolájához tartozó nyelvészek, például Wilhelm Scherer  és Hermann Paul  fejlesztették tovább, azt igyekezve bizonyítani, hogy ezek a változások törvényszerűek, mint a természet törvényei. Bár utóbb bebizonyosodott, hongy nincs szó teljeskörűségről, léteznek olyan hangváltozások, amelyek a következő elv alapján jöttek létre: ha egy X hang különböző, X' hanggá lesz egy szóban, akkor ugyanaz a változás megy végbe minden olyan szóban, amelyben megvan az X hang, vagy mindegyikben, amelyben az X hang egy bizonyos fonetikai kontextusban van. Eszerint egyes változások egyformán jöttek létre az összes olyan nyelvben, amely ugyanannak az alapnyelvnek a leszármazottja, például a latin /h/ fonéma egyik újlatin nyelvbe sem öröklődött át. Ez egy rendszeres fonetikai hasonlóság. Egyéb olyan változások, amelyek egy bizonyos kontextusban lévő hangot vagy hangcsoportot érintettek, nyelvtől függően különbözőképpen történtek meg, de mindegyikben minden olyan szóban, amely teljesíti az eredeti feltételeket. Például a latin /kt/ hangcsoport (az octo ’nyolc’, lactem ’tej’, factum ’tény’ szavakban) az olaszban /tt/ lett (otto, latte, fatto), a spanyolban /tʃ/ (ocho, leche, hecho), a portugálban /jt/ (oito, leite, feito), a románban  /pt/ (opt, lapte, fapt). Ezek rendszeres fonetikai különbségek.
Általában ilyen hangváltozások a nyelvtörténet egy bizonyos időszakában keletkeznek, örökölt szavakban, és egy bizonyos időszakbeli átvételekben. Például a viszonylag régi mássalhangzó-csoporttal kezdődő szavakat a magyar protézissel, azaz eléjük beiktatott magánhangzóval vette át (pl. lat. schola > iskola), de ez már nem érvényes a viszonylag új jövevényszavakra, pl. német strand. Hasonló a magánhangzók közötti latin /b/ kiesésének esete a román által örökölt szavakban (pl. caballus > cal ’ló’, hiberna > iarnă ’tél’), amely már nem működött, amikor elkezdődött az ószláv hatása a románra. Bizonyítékként nem történt meg pl. a iubi ’szeretni’, grăbi ’sietni’ stb. szláv eredetű szavakban.
Egyes rendszeres hangváltozások nem általánosak a nyelvben, hanem területi nyelvváltozat(ok)ra korlátozódnak. Ilyen a románban az [ə] hangsúlytalan [e] helyett a munténiai nyelvjárásban: ''dăschid ~ sztenderd deschid ’nyitok’.
Egyrészt a rendszeres különbségek, másrészt a rendszeres hasonlóságok, mint amilyen egyes hang(csoport)ok fennmaradása, valamint mások eltűnése rendszeres hangmegfeleléseket képeznek. Ezek alapján a történeti fonetika hozzájárul nyelvek rokonságának megállapításához és nem dokumentált alapnyelvek rekonstruálásához.

## Aktuális hangváltozások
Egyes történeti hangváltozások az aktuális nyelvben tőhangváltások alkalmával nyilvánulnak meg. Például a románban a latin [o] > [o̯a] (kettőshangzó) változás történeti: latin porta > poartă ’kapu’. Ez kombinatorikus változás, a latinban a következő szótagban létező [a] okozta, amely a románban [ə] lett. A mai románban is megvan ez a változás, és ugyancsak kombinatorikus, következésképpen, ha a következő szótagban nem [ə] van, a kettőshangzó visszavált [o]-ra: poartă ~ porți ’kapuk’. Viszonylag nem régi jövevényszavakban is megvan ez a tőhangváltás, de nem sztenderd, pl. pedagog (hímnem) ~ pedagoagă (nőnem) ’pedagógus’.
Egyéni hangváltozások is történnek folyamatosan, például metatézisek a helyes szóalak nem ismerése miatt, amint az a gyerekek esetében fordul elő a beszéd tanulásának folyamatában, pl. román portocală ’narancs’ helyett potrocală. Az egyébként helyesen beszélő személyek nyelvbotlásai is hangváltozások, pl. az angol rabbits and chickens ’nyulak és csirkék’ helyett chabbits and rickens metatézis.
Az egyéni hangváltozások speciális kategóriáját képezik a hangalakzatok. Ezek szándékosak, és azért használják őket a szépirodalomban, hogy stílushatásokat érjenek el, vagy hogy eleget tegyenek verselési követelményeknek. Az utóbbiak közé tartozik a szinerézis (két magánhangzó egy szótagban való kiejtése), amely arra szolgál az alábbi példában, hogy meglegyen a verssorban a szótagok szükséges száma:
mivel, amint mondják, érti is a mágiát, / netalán lányának leli orvosságját, (Babits Mihály: Második ének)

## Főbb hangváltozások
A hangváltozásokat több kategóriába lehet sorolni.
Hang vagy hangcsoport betoldása (adjekció) a protézis (szó elejére), az epentézis (szó belsejébe) és a paragogé vagy epitézis (szó végére).
Ilyen szegmensek kiesését (detrakciót) képez az aferézis (szó elejeről), a szinkópa (szó belsejéből) és az apokopé (szó végéről).
Szó belsejében és szavak határán létrejöhet szinerézis (kettőshangzó alakulása két magánhangzóból) és ellenkezője, a dierézis.
Egyéb fontos változások a transzmutációk csoportjába tartozó metatézis (szegmensek felcserélése), a hasonulás (hang vonásának vagy vonásainak átruházása egy másik hangra) és ellenkezője, az elhasonulás, valamint a diftongálás (magánhangzó változása kettőshangzóvá) és ellenkezője, a monoftongálás (kettőshangzó leredukálása úgy, hogy más magánhangzó jön létre, mint a kettőshangzót képző magánhangzó és félhangzó).
Egyes fenti hangváltozásoknak altípusaik is vannak. Ilyenek a következők:
- A hasonulás speciális esete a magánhangzó-harmónia.
- Az apokopé altípusa az elízió, azaz szóvégi magánhangzó elhagyása úgy, hogy az érintett szó egyetlen fonetikai szót alkot magánhangzóval kezdődő szóval.[30]
- A elhasonulás speciális esete a haplológia, azaz két szomszédos egyforma szegmens egyikének a kiesése.

A fenti változások közül a legtöbb hangalakzat is, amelyek gyűjtő elnevezése „metaplazmus”. Ezek a protézis, az epentézis, a paragogé, az aferézis, a szinkópa, az apokopé, a metatézis, a szinerézis és a dierézis.